# 250 (numero)
Duecentocinquanta (250) è il numero naturale dopo il 249 e prima del 251.

## Proprietà matematiche
- È un numero pari.
- È un numero composto con otto divisori: 1, 2, 5, 10, 25, 50, 125 e 250. Poiché la somma dei suoi divisori (escluso il numero stesso) è 218 < 250, è un numero difettivo.
- È un numero 43-gonale.
- È un numero malvagio.
- Può essere espresso in due modi diversi come somma di due quadrati:250=13²+9²=15²+5².
- È un numero palindromo nel sistema di numerazione posizionale a base 7 (505).
- È parte delle terne pitagoriche (70, 240, 250), (88, 234, 250), (150, 200, 250), (250, 600, 650), (250, 3120, 3130), (250, 15624, 15626).

## Astronomia
- 250P/Larson è una cometa periodica del sistema solare.
- 250 Bettina è un asteroide della fascia principale del sistema solare.

## Astronautica
- Cosmos 250 è un satellite artificiale russo.

## Altri ambiti
- L'additivo alimentare E250 è il conservante nitrito di sodio.
- +250 è il prefisso telefonico internazionale del Ruanda.
- In cinese, 二百五 ('duecentocinquanta') è un termine gergale usato come insulto, che sta per "persona stupida", "sempliciotto". L'accezione deriva dal diao, un'unità valutaria dell'antica Cina. Il termine 半弔子 (ban diao zi, "mezzo diao"), anch'esso indicante una persona dalle scarse capacità cognitive, è usato dagli studiosi riferendosi a se stessi come atto di modestia e ha quindi perso il suo iniziale significato dispregiativo; Er bai wu ("un quarto di diao") è invece un'offesa.